# Sérgio Rodrigues
Sérgio Geraldo de Alencar Rodrigues (Rio de Janeiro, 14 febbraio 1930 – Rio de Janeiro, 17 agosto 2014) è stato un nuotatore e pallanuotista brasiliano.
Come nuotatore, è stato membro del Brasile che ha disputato i Giochi di Londra 1948, gareggiando nei 100m sl e alla Staffetta 4x200m sl, e quelli di Helsinki 1952, partecipando al torneo di pallanuoto.